# Muhlenbergia arizonica
Muhlenbergia arizonica är en gräsart som beskrevs av Frank Lamson Scribner. Muhlenbergia arizonica ingår i släktet muhlygräs, och familjen gräs. Inga underarter finns listade i Catalogue of Life.